# Steemit
Steemit é uma rede social no formato de blog baseada em blockchain. Ao publicar conteúdo na plataforma, os usuários podem ganhar a criptomoeda STEEM. O site é propriedade da Steemit Inc., uma empresa privada criada na cidade de Nova York e com sede na Virgínia.

## Princípios de funcionamento
O Steemit foi projetado como um aplicativo descentralizado (DApp) construído sobre a blockchain Steem, usando uma criptomoeda chamada STEEM para recompensar os usuários por seus conteúdos. Ao votar em postagens e comentários, os usuários decidem quantos esses artigos receberão de recompensa. Os usuários também recebem as chamadas “Recompensas de Curadoria” por encontrar e votar positivamente em conteúdo que posteriormente é aprovado e votado por outros usuários.

## História
Em 4 de julho de 2016, a Steemit, Inc., uma empresa fundada por Ned Scott e o desenvolvedor blockchain Daniel Larimer, lançou a rede social Steemit como o primeiro aplicativo construído sobre a blockchain Steem.
Em 14 de julho de 2016, o Steemit anunciou em seu site que foi hackeado. O ataque, segundo eles, comprometeu cerca de 260 contas. Cerca de US$ 85.000 em Steem Dollars e STEEM foram roubados pelos hackers.
Em março de 2017, Daniel Larimer deixou o cargo de diretor de tecnologia da Steemit e saiu da empresa.
Com a queda de preço da criptomoeda STEEM durante a quebra das criptomoedas em 2018, a Steemit enfrentou dificuldades financeiras e teve que demitir 70% de seus funcionários.